# Thesium humile
Thesium humile — вид рослин родини санталові (Santalaceae).

## Опис
Однорічний. Стебла 5–25(35) см, прямостоячі або стеляться, прості або розгалужені біля основи. Листки 1–2 мм шириною, лінійні, зубчасті й м'ясисті. Квіти в кластерах. Сім'янки 2,3–4 × 1,8–2,5 мм, майже кулясті. Цвіте з квітня по травень.

## Поширення
Поширення: Південна Європа, Північна Африка, Західна Азія, Макаронезія (Канарські острови). 
Населяє аридні й безплідні місця на вапняку, мергелю, гіпсу і піщаних ґрунтах; на висотах 0–800 метрів.